# 5742 (année hébraïque)
5742 (hébreu : ה'תשמ"ב , abbr. : תשמ"ב) est une année hébraïque qui a commencé à la veille au soir du 29 septembre 1981 et s'est finie le 17 septembre 1982. Cette année a compté 354 jours. Ce fut une année simple dans le cycle métonique, avec un seul mois de Adar. Ce fut la seconde année depuis la dernière année de chemitta.
En l'an 5742, l'État d'Israël a fêté ses 34 ans d'indépendance.

## Calendrier
Ce calendrier hébraïque de l'année 5742 donne les correspondances avec les dates du calendrier grégorien.
Le premier nombre dans chaque case correspond au jour du mois hébraïque. Les jours en couleurs sont des jours remarquables juifs ou israéliens.
| ◄◄ | 5742 | ►► |

## Événements
- Israël profite de la division du monde arabe par annexer le plateau du Golan syrien en dépit des protestations internationales.
- Un attentat contre l’ambassadeur israélien à Londres donne le prétexte de l’intervention israélienne au Liban. Profitant de la guerre civile libanaise, Israël, alliée aux Phalanges maronites de la famille Gemayel, porte la guerre au Liban (1982-1985), sans remporter la victoire escomptée.
- Opération « Paix pour la Galilée » : Les troupes israéliennes menées par Ariel Sharon envahissent le Liban et liquident les poches de résistance palestiniennes au Liban du Sud.
- L’armée israélienne attaque l’armée syrienne, qui se replie après plusieurs jours de combats.
- Un cessez-le-feu est signé entre la Syrie et Israël.
- Les Israéliens font leur jonction avec les FL et mettent le siège devant Beyrouth, sans pouvoir y entrer, du fait de l’opposition américaine.
- Bashir Gemayel est élu président du Liban. Il refuse le traité de paix proposé par Israël et exige le départ des forces étrangères.
- Publication du plan de paix Reagan préparé par le secrétaire d’État Schultz, basé sur les principes des accords de Camp David : autonomie totale des Palestiniens des territoires occupés mais refus de la formation d’un État Palestinien indépendant. Le plan Reagan est refusé par les Palestiniens lors du XVIe CNP à Alger (février 1983) et par Israël.
- Constitution du Front de la résistance libanaise, animé par les communistes libanais, qui multiplie les attentats contre la présence israélienne[1].
- Massacre (500 à 3 000 morts) palestiniens et libanais à Sabra et Chatila, Beyrouth, par des milices chrétiennes sans qu’interviennent les troupes israéliennes. Les manifestations des Palestiniens des Territoires occupés sont durement réprimées par l’armée israélienne. L’opposition à la guerre monte en Israël même, tandis que les protestations internationales se multiplient.

## Naissances
- Michael Fishman
- Roberto Colautti

## Décès
- Moshe Dayan
- Gershom Scholem
- Zvi Yehouda Kook